# Hutnost
Hutnost je stupeň vyplnění objemu určitého materiálu pevnou látkou. Hutnost můžeme definovat pouze u pevných látek. Hutnost vyjadřujeme jako poměr objemu pevné fáze k celkovému objemu či poměr objemové hmotnosti k hustotě. Hutnost vyjadřujeme v procentech:
{\displaystyle h={\frac {V_{h}}{V}}\cdot 100={\frac {\rho _{v}}{\rho }}\cdot 100}
kde h je hutnost v %, V je celkový objem vzorku v m³, Vh je objem vlastní pevné fáze v m³, ρv je objemová hmotnost v kgm−3, ρ je hustota materiálu v kg m−3